# 假小喙菊
假小喙菊（学名：Paramicrorhynchus procumbens）为菊科假小喙菊属的植物。分布在伊朗、阿富汗、巴基斯坦、地中海、伊拉克、哈萨克斯坦、印度以及中国大陆的新疆、甘肃等地，生长于海拔1,050米至1,700米的地区，常生长在河滩、草原、盐碱地、草甸和灌溉地，目前尚未由人工引种栽培。
种名procumbens意为平卧的。

## 别名
栓果菊

## 异名
- Launaea procumbens (Roxb.) Ramaya et Rajagopal